# Brachymyrmex australis
Brachymyrmex australis (лат.) — вид мелких муравьёв рода Brachymyrmex из подсемейства формицины (Plagiolepidini). Центральная и Южная Америка, Карибские острова (Багамские Острова и Куба).

## Описание
Мелкие муравьи (длина тела рабочих 2—3 мм) желтоватой окраски. Brachymyrmex australis похож по морфологии на виды Brachymyrmex aphidicola, Brachymyrmex minutus и Brachymyrmex termitophilus, поскольку у всех этих видов мезонотум не выступает дорсально над переднеспинкой при виде сбоку, их тело гладкое, блестящее и желтоватое, а глаза расположены на цефалической средней линии. Однако Brachymyrmex australis отличается от B. aphidicola несколько более короткими скапусами усиков, хотя они все ещё достигают заднего края головы или превосходят его на длину, равную или меньшую, чем максимальный диаметр глаза; он отличается от B. minutus хорошо заметным мезометанотальным швом и двумя прямыми волосками на переднеспинке и двумя на мезонотуме; наконец, у него рассеянное опушение на брюшке, тогда как у B. termitophilus оно густое. Усики 9-члениковые, булава отсутствует. Жало отсутствует.

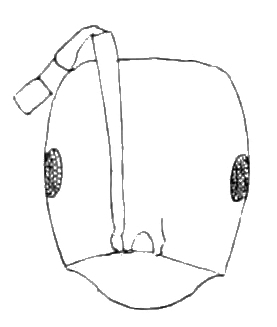
Голова
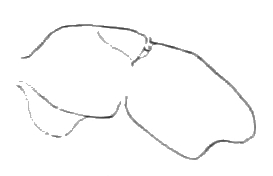
Грудь сбоку
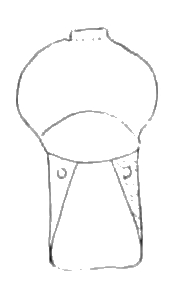
Грудь сверху

## Биология
О биологии вида мало данных. Некоторые экземпляры были найдены под камнями и среди листовой подстилки. Типовой материал B. longicornis (рассматриваемый как младший синоним B. australis) был собран с орхидей.

## Распространение
Brachymyrmex australis известен из Аргентины, Багамских островов, Бразилии, Колумбии, Коста-Рики, Кубы, Доминиканской Республики, Эквадора, Французской Гвианы, Гватемалы, Гайаны, Мексики, Парагвая, Перу и Уругвая. Он также был интродуцирован на Маврикий.